# Konstantin Stanislawowitsch Sokolski
Konstantin Stanislawowitsch Sokolski (russisch Константин Станиславович Сокольский, ursprünglicher Name Konstantin Kudrjawzew (russisch Константин Кудрявцев); * 24. Novemberjul. / 7. Dezember 1904greg. in Sankt Petersburg, Russland; † 12. Mai 1991) war ein lettischer Musiker.
Sokolski wurde in Sankt Petersburg geboren, verbrachte aber fast sein ganzes Leben in Riga, Lettland (sein Vater kam aus Lettgallen und dorthin zog die Familie auch nach dem Beginn der Revolution in 1917).
Er arbeitete zuerst als Holzarbeiter bis zu den ersten Auftritten als Sänger im Jahr 1928 im Kino „Mars“ in Riga.
Anfänglich imitierte er den Stil von Alexander Vertinsky (z. B. verwendete er ein Pierrot-Kostüm), entwickelte dann seinen eigenen Stil.
Nach seinem Abschluss am Rigaer Musikinstitut 1933 lernte er den Komponisten populärer Musik und Tangos Oscar Strock kennen, führte dessen Stücke meist als Erster auf und schrieb auch eigene Kompositionen.
In den 1930er und 1940er Jahren unternahm er Tourneen durch Rumänien, die Tschechoslowakei und durch Jugoslawien, zuerst mit dem Rigaer Bonzo Theater, später mit eigenem Programm. Dort erreichte er beträchtliche Popularität, insbesondere auch unter russischen Emigranten.
Seine Schallplatten-Aufnahmen bei den lettischen Plattenfirmen „Bonophon“ und „Bellaccord“ wurden auch in Russland populär, beispielsweise die Lieder oder Tangos „Herz“ von Isaak Dunajewski, „Katjuscha“ von Matwei Blanter und die Werke von Strock. Er traf bei seinen Tourneen auch andere Sänger und Sängerinnen, wie z. B. Pjotr Leschtschenko und Alla Bajanowa.
1940 kehrte er nach Riga zurück und blieb im Zweiten Weltkrieg im (ländlichen) Lettland. 1944 wurde er während der deutschen Besatzung festgenommen, konnte aber entkommen. Ab 1951 hatte Sokolski Auftritte in der ganzen Sowjetunion, ab 1965 war er künstlerischer Leiter des Rigaer Ensembles für russischen Gesang und Tanz.